# Ángel Roberto Seifart
Ángel Roberto Seifart Spinzi (Asunción, Paraguay;  12 de septiembre de 1941-ibídem, 2 de julio de 2018) fue un político y abogado paraguayo del Partido Colorado, vicepresidente de Paraguay entre 1993 y 1998. Su familia es de ascendencia alemana. Fue el primer vicepresidente civil en casi 70 años.

## Biografía
Seifart fue juez durante la era Stroessner, antes de su elección como diputado, en 1978. A mediados de década de los 80, formó parte de un grupo de diputados que sentaron posturas disidentes respecto al gobierno, lo que lo obligó a dejar su banca en 1988. Miembro del grupo de civiles que acompañó al gobierno de Andrés Rodríguez Pedotti (1989-1993), fue nuevamente electo diputado en 1989.  
En 1990 fue designado ministro de Educación y Culto, renunciando al año siguiente para postularse, sin éxito, a la presidencia del Partido Colorado. Electo vicepresidente del Paraguay como compañero de fórmula de Juan Carlos Wasmosy para el período del 15 de agosto de 1993 al 15 de agosto de 1998, mandato que completó. Durante su gestión como segundo del Poder Ejecutivo, volvió a presentarse como candidato para presidir el Partido Colorado, perdiendo ante el colorado disidente Luis María Argaña, quien luego lo sucedió como vicepresidente de la República. En 1997, Seifart buscó, también sin éxito, la nominación del Partido Colorado para postular a la presidencia de la República, en las elecciones de 1998.  
En el año 1999 fue vinculado por incitar a los hechos ocurridos en frente al Congreso Nacional, durante los hechos que con posterioridad serían conocidos como el Marzo Paraguayo. En dichas circunstancias, manifestó públicamente que el país se encontraba «en el umbral de una guerra civil», llamando a «la resistencia popular activa» contra el juicio político al entonces presidente Raúl Cubas Grau. En septiembre de 2007, quedó desvinculado del juicio penal que investigaba el asesinato de los jóvenes en dichas jornadas.
Desde que dejó su cargo como vicepresidente de la República, Seifart se retiró de la militancia política activa, aunque en los últimos años militó en la oposición interna dentro del coloradismo contra el presidente Horacio Cartes y a favor de la candidatura de Mario Abdo Benítez, electo presidente en las elecciones de 2018.
Falleció el 2 de julio de 2018, en Asunción, Paraguay.